# Toima
El Toima - (rus) Тойма - és un riu de Rússia, un afluent per la dreta del riu Kama. Passa per les repúbliques d'Udmúrtia i del Tatarstan.
El Toima té una llargària de 124 km i una conca de 1.446 km². Neix a Udmúrtia i pren direcció nord-sud amb molts meandres abans de desembocar al riu Kama al Tatarstan. Passa per les ciutats de Mendeléievsk i Ielàbuga, totes dues al Tatarstan.